# Comuna Malîi Maiak, Alușta
Malîi Maiak (în ucraineană Малий Маяк) este o comună în orașul regional Alușta, Republica Autonomă Crimeea, Ucraina, formată din satele Kîparîsne, Lavrove, Malîi Maiak (reședința), Nîjnie Zaprudne, Pușkine și Zaprudne.

## Demografie
Componența lingvistică a comunei Malîi Maiak
     Rusă (86,76%)
     Ucraineană (9,59%)
     Tătară crimeeană (2,69%)
     Alte limbi (0,38%)
Conform recensământului din 2001, majoritatea populației comunei Malîi Maiak era vorbitoare de rusă (86,76%), existând în minoritate și vorbitori de ucraineană (9,59%) și tătară crimeeană (2,69%).